# Ross 128 b
Ross 128 b est une exoplanète de type tellurique confirmée probablement rocheuse, en orbite autour de la zone intérieure d'habitabilité de son étoile, la naine rouge Ross 128. C'est la deuxième exoplanète potentiellement habitable la plus proche de notre Système solaire, à une distance d'environ 11 années-lumière ; seule l'exoplanète Proxima Centauri b est plus proche. L'exoplanète a été trouvée en utilisant la méthode des vitesses radiales, sur une dizaine d'années, avec le spectrographe HARPS (High Accuracy Radial velocity Planet Searcher) à l'observatoire de La Silla au Chili. Ross 128 b est l'exoplanète potentiellement habitable la plus proche qui gravite autour d'une naine rouge calme ; elle est considérée comme l'une des meilleures candidates pour l'habitabilité. La planète a une masse minimale seulement 35 % supérieure à la masse de la Terre, ne reçoit que 38 % de lumière en plus et a une température d'équilibre estimée à entre -60 et +20 degrés Celsius.
La planète ne transite pas devant son étoile hôte, ce qui rend la détection de ses caractéristiques atmosphériques très difficile avant que de plus grands télescopes tel le Télescope géant européen ne soient opérationnels. En revanche il a été dans un passé récent possible d'observer le transit de la Terre devant le Soleil depuis celle-ci, donc d'hypothétiques habitants de Ross 128 b auraient pu connaître la composition de l'atmosphère terrestre.
La découverte de l'exoplanète est annoncée le 15 novembre 2017.

## Caractéristiques

### Masse, rayon et température
En raison de sa découverte par la méthode des vitesses radiales, le seul paramètre physique connu de Ross 128 b est sa masse minimale potentielle. La planète fait au moins 1,35 fois la masse de la Terre (environ 8,06 × 1024 kg). Elle est un peu plus massive que Proxima Centauri b, planète similaire et également proche de son étoile, avec une masse minimale de 1,27 M⊕. La faible masse de Ross 128 b implique qu'il s'agit probablement d'une planète rocheuse de la taille de la Terre avec une surface solide. Cependant, sa masse exacte et son rayon ne sont pas connus, car aucun transit de cette planète n'a été observé. Si elle devait transiter, le rayon de Ross 128 b pourrait être confirmé et sa masse minimale serait sa masse réelle. Puisque ce n'est pas le cas, le rayon de Ross 128 b peut seulement être déduit mathématiquement à partir d'hypothèses sur sa composition. Ross 128 b ferait 0,5 R⊕ (rayon terrestre) pour une composition en fer pur et 3,0 R⊕ si on suppose une composition d'hydrogène et d'hélium, les deux extrêmes non plausibles. Pour une composition terrestre plus plausible, la planète devrait faire environ 1,10 R⊕, soit 1,1 fois le rayon terrestre (environ 7 000 km). Avec un tel rayon, Ross 128 b serait légèrement plus dense que la Terre, si on tient compte du fait qu'à masse équivalente, une planète rocheuse devient plus compacte à mesure qu'elle grossit. Cela implique pour cette planète une attraction gravitationnelle autour de 10,945 m/s2, soit environ 1,12 fois celle de la Terre.
Il a été calculé pour Ross 128 b une température similaire à celle de la Terre et potentiellement compatible avec le développement de la vie. L'équipe des découvreurs a modélisé la température d'équilibre potentielle de la planète en utilisant des albédos de 0,100 ; 0,367 et 0,750. L'albédo est, en général, la partie de la lumière qui est réfléchie au lieu d'être absorbée par un objet céleste. Avec ces trois paramètres d'albédo, Ross 128 b aurait une température d'équilibre de 294 ; 269 ou 213 K. Pour un albédo terrestre de 0,3, la planète aurait une température d'équilibre de 280 K (7 °C/44 °F ), soit environ 8 kelvins de moins que la température moyenne de la Terre. La température réelle de Ross 128 b dépend de paramètres atmosphériques encore inconnus.

### Orbite et rotation
Ross 128 b est une planète dont l'orbite est proche de son étoile, avec une année qui dure environ 9,9 jours terrestres, soit environ une semaine et demie. Son demi-grand axe est de 0,0496 UA, plus de 20 fois plus proche de son étoile que la Terre l'est du Soleil. Cela équivaut à 7,38 millions de kilomètres, comparé à distance Terre-Soleil de 149 millions de kilomètres. L'orbite de Ross 128 b est assez circulaire, avec une excentricité de 0,036, mais aussi avec une grande plage d'erreur.
Il est fort probable que la planète soit en rotation synchrone avec son étoile, ce qui signifie qu'un côté de la planète fait toujours face à Ross 128. Cela donne pour Ross 128 b une période de rotation hypothétique d'environ 9,9 jours terrestres.

### Étoile hôte
Ross 128 b est en orbite autour de la naine rouge Ross 128. L'étoile représente 17 % de la masse et 20 % du rayon de notre Soleil. L'étoile a une température de 3192 K, une luminosité de 0,00362 Soleils, et un âge de 9,45 ± 0,60 milliards d'années. A titre de comparaison, le Soleil a une température de 5778 K et un âge de 4,5 milliards d'années, ce qui fait une température pour Ross 128 de la moitié de la température du Soleil pour deux fois son âge. L'étoile est seulement à 11,03 années-lumière de notre Système solaire, ce qui en fait l'une des 20 étoiles les plus proches connues.

## Habitabilité
L'orbite de Ross 128 b n'a pas été confirmée comme étant située exactement dans la zone habitable de son étoile. Elle semble résider sur le bord intérieur, elle reçoit en effet environ 38 % de lumière solaire en plus que la Terre. La zone habitable est définie comme la région autour d'une étoile où les températures sont telles qu'une planète peut posséder une atmosphère suffisamment épaisse pour maintenir l'eau à l'état liquide : un ingrédient clé dans le développement de la vie. Avec son rayonnement stellaire modérément élevé, Ross 128 b est probablement plus disposée à ne pas retenir l'eau, principalement du côté faisant directement face à l'étoile. Cependant, une atmosphère semblable à l'atmosphère terrestre — à supposer qu'il en existe une — serait à même de redistribuer tout autour de la planète l'énergie reçue de l'étoile et ainsi de permettre l'existence d'eau liquide sur plusieurs zones. Par ailleurs, l'auteur de l'étude, Xavier Bonfils, avance la possibilité d'une couverture nuageuse significative sur la surface directement exposée à l'étoile, celle-ci pourrait retenir beaucoup d'énergie entrante et contribuer à garder la planète au frais. Les calculs ont permis d'établir une température d'au moins 280 K, et une valeur de 0,86 pour son indice de similarité avec la Terre (ESI) - ex-æquo avec l'exoplanète Luyten b pour le troisième indice de similarité le plus élevé.
La planète est considérée comme l'un des mondes les plus similaires à la Terre jamais identifié, non seulement en raison de la température semblable à celles observées sur Terre, mais aussi à cause de sa petite taille et de son étoile réputée calme. Ross 128 b est très proche en masse de la Terre, seulement environ 35 % plus massive, et son rayon est probablement de 10 % plus élevé. La pesanteur sur la planète ne serait que légèrement supérieure à celle que l'on ressent à la surface de la Terre. Beaucoup de naines rouges telles Proxima Centauri et TRAPPIST-1 sont susceptibles de générer des éruptions stellaires potentiellement mortelles, causées par de puissants champs magnétiques. Des milliards d'années d'exposition à ces éruptions peuvent dépouiller une planète de son atmosphère et la rendre stérile en la soumettant à des quantités dangereuses de radiations. Alors que l'étoile Ross 128 est connue pour produire de telles éruptions, elles sont beaucoup moins fréquentes et moins puissantes que celles des étoiles mentionnées précédemment. Cela réduit les risques d'érosion atmosphérique — si Ross 128 b possède bien une atmosphère — et augmenterait les chances de sa préservation sur des échelles de temps géologiques.
En novembre 2017, date de l'annonce de la découverte, il est presque impossible de déterminer si Ross 128 b est pourvue d’une atmosphère — et si elle supporte l'existence de la vie — en raison du fait qu'elle ne transite pas devant son étoile. Cependant, les missions à venir comme le télescope spatial James Webb et les télescopes terrestres de grandes tailles, tel le télescope de Trente Mètres et le télescope géant européen (ELT), pourront potentiellement analyser l'atmosphère de Ross 128 b — si elle en possède une — sans nécessiter un transit. L'objectif de ces recherches serait également de trouver des biosignatures dans l'atmosphère de la planète, soit des composés chimiques tels l'oxygène, l'ozone ou le méthane qui sont souvent créés par des processus biologiques.